# Gilberto Almeida
Gilberto Almeida Egas (San Antonio de Ibarra, 30 maggio 1928 – San Antonio de Ibarra, 20 aprile 2015) è stato un pittore ecuadoriano.

## Biografia
Almeida studiò alla scuola di Belle Arti di Quito e poi a quella di Guayaquil. Aderì al "Grupo de Vanguardia", detto Grupo VAN e a partire dagli anni '60 partecipò a numerose esposizioni in Ecuador e in vari altri paesi fra cui Brasile (Biennale di San Paolo, 1962), Cile, Argentina, Stati Uniti e Australia.
Almeida è stato uno dei più noti artisti dell'Ecuador
. Sue opere sono esposte in musei e gallerie in Argentina, Australia, Canada, Cile, Israele, Messico, Stati Uniti, Svezia, Venezuela.